# パンジー・ウォン
パンジー・ウォン（英：Pansy Yu Fong Wong、中：黃徐毓芳、1955年 - ）は、ニュージーランドの政治家。

## 来歴
中華人民共和国上海市生まれ、香港育ち。本人は貧しい家庭の育ちであると語っている。1974年にニュージーランドへ移住。カンタベリー大学商学部で会計学を専攻し公認会計士資格を取得。大学卒業後は公認会計士として活動。地方行政活動に多く携わり、カンタベリー地方議会議員、リンカーン大学評議委員、カンタベリー大学諮問委員会委員、クライストチャーチ・タウンホール評議会会長、ニュージーランド政府観光局評議委員などを歴任。
ニュージーランド国民党に所属し、1996年の議会総選挙で比例名簿入りを果たし、アジア系初の議員になる。2002年、2005年の総選挙ではオークランド・セントラル選挙区から出馬するも、ジュディス・ティザード（キャサリン・ティザードの娘）を前に敗北し、比例復活で当選する。2008年に新設されたボタニィに選挙区を変え、小選挙区で勝利する。ボタニィの地域人口の約33%はアジア系住民である。ジョン・キー政権で初入閣し、民族問題担当大臣、女性問題担当大臣に就任する。事故補償公社（ACC）副大臣、運動障がい担当副大臣、エネルギー資源副大臣を兼務する。
2010年11月、議員に適用される国際線航空運賃割引き制度（公費負担90%、私的負担10%）を利用して、マレーシア人の夫と2008年の大臣就任以降、中国へ渡航し商談を行った疑惑が発覚する（夫の旅費も公費により支出）。運賃割引き制度は商談利用を認めておらず、また、商談契約書の証人欄にパンジーが大臣名義で署名したことも問題視された（商談交渉は夫の会社と中国の会社との間で締結されている）。パンジー自身は疑われるような疑惑はなく、大臣職を利用し商談契約書に署名したわけではないと猛反発したが、証人住居欄にはボタニィにある議員事務所を明記しており、議員事務所の設立費用に多額の公費が投入されていることからも問題視された（パンジーと夫はオークランド市内に複数の私的不動産を所有している）。
パーラメント（議会）はこの疑惑に対し、調査委員会の設置を了承し不正支出に関する調査を開始した。同年11月12日、パンジーは不正支出を認め、大臣職を辞任した。前日の11月11日、キー首相自らがパンジーへ辞任勧告したことを認める。同年12月14日に議員辞職を表明した（議員辞職は2011年1月17日付）。